# Postulado del estado
El postulado del estado es un término usado en termodinámica que define el número dado de propiedades de un sistema termodinámico en un estado de equilibrio. El postulado del estado permite especificar un número finito de propiedades para describir completamente un estado de equilibrio termodinámico. Una vez que se da el postulado del estado, las otras propiedades no especificadas deben asumir ciertos valores.
El postulado del estado dice:
Los estados de equilibrio de un sistema dado, quedan completamente determinados al especificar n + 1 propiedades termodinámicas independientes, donde n es el número de formas relevantes de trabajo cuasiestático para el sistema.
En general, existen múltiples formas de trabajo cuasiestático: electromagnético, gravitacional, tensión superficial, elástico, movimiento...En la mayoría de los casos de interés, algunos no son relevantes; en el caso particular de un sistema simple y compresible, la única forma de trabajo cuasiestático relevante es el de expansión, lo que conduce a que, a veces, el postulado sea definido como:

El estado de un sistema compresible simple está completamente especificado por dos propiedades intensivas independientes

Para tal sistema, solo dos variables independientes son suficientes para obtener todas las demás mediante el uso de una ecuación de estado. En el caso de un sistema más complejo, las variables adicionales deben medirse para resolver el estado completo. Por ejemplo, si la energía potencial es significativa, se requiere considerar la elevación sobre una determinada cota.
Dos propiedades se consideran independientes si una puede variar mientras que la otra se mantiene constante. Por ejemplo, la temperatura y el volumen específico son siempre independientes. Sin embargo, la temperatura y la presión son independientes solo para un sistema monofásico; para un sistema multifase (como una mezcla de gas y líquido) este no es el caso. Por ejemplo, el punto de ebullición (temperatura) depende de la presión ambiente.